# Otto Melander
Otto Melander (auch Otho Schwarzenthal, Schwarzmann, Holzapfel; * 1571 in Hohne bei Eschwege; † 1640 in Prag) war ein deutscher Rechtswissenschaftler, Diplomat und Schriftsteller.

## Leben

### Wirken
Der Enkel des Dionysius Melander und Sohn des Dionys[is] Melander studierte nach eigenen Angaben an der Universität Wittenberg die Rechte. Nachdem er sich vergeblich in Marburg, Hanau und Herborn als Advokat versucht hatte, ging er nach Böhmen, wo er als Diplomat und Jurist sich das Vertrauen des Kaisers Ferdinand II. erwarb. Daher konvertierte er vom evangelischen Glauben zum römisch-katholischen.
In seinen frühen juristischen Schriften äußerte er sich, angewidert von der grausamen „Wasserprobe“, gegen Hexenprozesse. Zudem hat er mit seiner 1599 erschienenen Idea sive Exegesis universi studi politici, ex media Jurisprudentia ac civili sapientia desumta die Gründungsschrift der akademischen Politikwissenschaft in Deutschland entworfen. Aufbauend auf der Sammlung seines Vaters, pflegte er die Sammlung von lateinischen Schwänken, Witzen Anekdoten und Apophtegmata, weiter die er 1600–1604 zum Druck brachte. Da dies Werk recht positiv aufgenommen wurde, veröffentlichte Wolfgang Ketzel die deutsche Übersetzung unter dem Titel Joco Seria, Das ist Schimpff und Ernst zuerst 1605 in Lich und 1618 in Darmstadt. Bis ins 18. Jahrhundert fanden die darin enthaltenen Inhalte, eine weitreichende Übernahme bei anderen Autoren des gleichen Genres.

### Grunderwerb
1629 kaufte Melander die Herrschaft Deutsch Bilau, bestehend aus den Dörfern Bělá nad Svitavou, Vítějeves, Chrastavec, Brněnec, Půlpecen und Zářečí, und die Herrschaft Kretin, bestehend aus den Dörfern Vřesice, Vranová, Křetín, Veselka, Dolní Poříčí, Horní Poříčí, Prostřední Poříčí, Bohuňov, Študlov und Bradlné.

### Familie
Otto Melander heiratete 1631 Sophia Sidonia von Grünberg, Tochter des Johann Christoph von Grünberg, kaiserlicher Kammerrat.

## Werkauswahl
- Jocorum atque seriorum …, Liber primus secundus Tertius, Lichae 1600–1604, 1610–1646
- Resolutio praecipuarum quastionum criminalis adversus sagas processus, Lichae 1597
- Centuria Controversaum juris feudalis, 1594
- Exesis totius Studii Politici
- Idea sive Exegesis universi studi politici, ex media Jurisprudentia ac civili sapientia desumta
- Loci communes controversarum juris feudalis quaestionum in quibus tam pro affirmativa, quam negativa sententia ordinariae Doctorum sedes aperiuntur. Juncta passim juris Saxonici discrepantia eiusque demonstratis fontibus. Lich, Per Conradum Nebenium & Wolfgangum Kezelium, 1601
- Descifiones Juris Feudalis, Frankfurt 1601
- Tractatus de modo discendi jura, Lich 1605
- An testamentarum actis judicis insinuarum absque testibus valear, Frankfurt 1597
- Comment. In Noe Meureri Processum Cameralem, Münchhausen 1601
- de purgatione per aquam frigidam, Lich 1597
- detutelis Marburg 1593
- ideam studii politici, Frankfurt/M. 1615